# Adam Keefe
Adam Thomas Keefe (Irvine, 22 febbraio 1970) è un ex cestista statunitense, professionista nella NBA e in Spagna, chiamato in 10ª posizione al Draft NBA 1992.

## Carriera
È stato selezionato dagli Atlanta Hawks al primo giro del Draft NBA 1992 (10ª scelta assoluta).
Con gli Stati Uniti ha disputato i Giochi panamericani de L'Avana 1991.

## Statistiche

### College
| Anno      | Squadra           | PG  | PT | MP   | TC%  | 3P%  | TL%  | RP   | AP  | PRP | SP  | PP   |
| --------- | ----------------- | --- | -- | ---- | ---- | ---- | ---- | ---- | --- | --- | --- | ---- |
| 1988-1989 | Stanford Cardinal | 33  | 0  | 19,8 | 63,3 | -    | 68,9 | 5,4  | 0,7 | 0,5 | 0,3 | 8,4  |
| 1989-1990 | Stanford Cardinal | 30  | -  | 35,5 | 62,7 | -    | 72,5 | 9,1  | 1,4 | 0,8 | 0,6 | 20,0 |
| 1990-1991 | Stanford Cardinal | 33  | -  | 36,5 | 60,9 | 50,0 | 76,0 | 9,5  | 1,8 | 1,5 | 0,4 | 21,5 |
| 1991-1992 | Stanford Cardinal | 29  | 29 | 37,2 | 56,4 | 45,5 | 74,6 | 12,2 | 3,0 | 1,7 | 0,5 | 25,3 |
| Carriera  | Carriera          | 125 | 29 | 32,0 | 60,0 | 46,7 | 73,6 | 9,0  | 1,7 | 1,1 | 0,4 | 18,6 |

### NBA

#### Regular Season
| Anno      | Squadra       | PG  | PT | MP   | TC%  | 3P%  | TL%  | RP  | AP  | PRP | SP  | PP  |
| --------- | ------------- | --- | -- | ---- | ---- | ---- | ---- | --- | --- | --- | --- | --- |
| 1992-1993 | Atlanta Hawks | 82  | 6  | 18,9 | 50,0 | 0,0  | 70,0 | 5,3 | 1,0 | 0,7 | 0,2 | 6,6 |
| 1993-1994 | Atlanta Hawks | 63  | 1  | 12,1 | 45,1 | -    | 73,0 | 3,2 | 0,5 | 0,3 | 0,1 | 4,3 |
| 1994-1995 | Utah Jazz     | 75  | 0  | 16,9 | 57,7 | -    | 67,6 | 4,4 | 0,4 | 0,5 | 0,3 | 6,1 |
| 1995-1996 | Utah Jazz     | 82  | 0  | 20,8 | 52,0 | 0,0  | 69,2 | 5,5 | 0,8 | 0,6 | 0,5 | 6,1 |
| 1996-1997 | Utah Jazz     | 62  | 0  | 14,8 | 51,3 | 0,0  | 68,9 | 3,5 | 0,5 | 0,5 | 0,2 | 3,8 |
| 1997-1998 | Utah Jazz     | 80  | 75 | 25,6 | 54,0 | -    | 81,0 | 5,5 | 1,1 | 0,7 | 0,3 | 7,8 |
| 1998-1999 | Utah Jazz     | 44  | 0  | 14,6 | 45,2 | 0,0  | 69,7 | 3,2 | 0,6 | 0,4 | 0,3 | 4,0 |
| 1999-2000 | Utah Jazz     | 62  | 3  | 9,7  | 40,8 | 0,0  | 80,6 | 2,2 | 0,5 | 0,3 | 0,2 | 2,2 |
| 2000-2001 | G.S. Warriors | 67  | 13 | 12,5 | 40,3 | 33,3 | 61,9 | 3,1 | 0,5 | 0,4 | 0,3 | 2,5 |
| Carriera  | Carriera      | 617 | 98 | 16,7 | 50,2 | 7,1  | 71,4 | 4,1 | 0,7 | 0,5 | 0,3 | 5,0 |

#### Playoffs
| Anno     | Squadra       | PG | PT | MP   | TC%  | 3P%  | TL%  | RP  | AP  | PRP | SP  | PP  |
| -------- | ------------- | -- | -- | ---- | ---- | ---- | ---- | --- | --- | --- | --- | --- |
| 1993     | Atlanta Hawks | 3  | 0  | 17,7 | 53,8 | -    | 66,7 | 4,3 | 2,0 | 0,3 | 0,0 | 6,0 |
| 1994     | Atlanta Hawks | 7  | 0  | 8,9  | 60,0 | -    | 44,4 | 1,9 | 0,3 | 0,1 | 0,1 | 2,3 |
| 1995     | Utah Jazz     | 4  | 0  | 17,3 | 58,3 | -    | 66,7 | 4,3 | 0,5 | 1,3 | 0,3 | 4,5 |
| 1996     | Utah Jazz     | 17 | 0  | 10,5 | 67,6 | 50,0 | 64,7 | 1,9 | 0,1 | 0,2 | 0,1 | 3,4 |
| 1997     | Utah Jazz     | 8  | 0  | 7,4  | 33,3 | -    | 66,7 | 2,0 | 0,3 | 0,3 | 0,1 | 1,0 |
| 1998     | Utah Jazz     | 15 | 10 | 10,3 | 34,5 | -    | 64,7 | 2,3 | 0,1 | 0,3 | 0,1 | 2,1 |
| 1999     | Utah Jazz     | 10 | 0  | 10,1 | 60,0 | -    | 100  | 2,4 | 0,3 | 0,4 | 0,3 | 4,1 |
| Carriera | Carriera      | 64 | 10 | 10,6 | 54,5 | 50,0 | 65,2 | 2,3 | 0,3 | 0,3 | 0,1 | 3,0 |

## Palmarès
- Campione NIT (1991)
- MVP NIT (1991)
- NCAA AP All-America Second Team (1992)